# Vulkaaneifel
De Vulkaaneifel (Duits: Vulkaneifel) is een deel van de Eifel. De Eifel maakt deel uit van het Rijnlands leisteenplateau, een middelgebergte dat ook de Ardennen, het Sauerland, de Hunsrück en de Taunus omvat. 
Het vulkaanveld dankt zijn naam aan de vulkanische activiteit die het landschap heeft gevormd. Deze activiteiten zijn nog te herkennen in de vorm van kraters, natuurlijke gassen, lavaformaties en maren (meren in kraters gevormd door explosief vulkanisme).
Vanaf het Tertiair was er veel vulkanische activiteit. De laatste uitbarstingen dateren rond 8000 jaar voor Christus. De vulkanen in de Eifel zijn gevormd boven een hotspot, die nog actief is: het oppervlak stijgt jaarlijks met 1 à 2 mm. Tussen de uitbarstingen zaten telkens 10.000 à 20.000 jaar relatieve rust. Dit laat ruimte voor de suggestie dat de Vulkaaneifel in de toekomst weer actief kan worden.
Verder staan in de Vulkaaneifel bouwwerken uit de Keltische, Romeinse, Middeleeuwse en latere periodes.
In de plaats Wallenborn is een koudwater-geiser te vinden met de naam Wallende Born.
De ligging van de Vulkaaneifel loopt ongeveer gelijk met de vulkaanband van de West-Eifel. Op een strook van ca. 30 km breed en 50 km lang hebben wetenschappers ongeveer 350 eruptiecentra kunnen vaststellen. In het landschapsbeeld vallen vulkanische landvormen als maren of kegelvormige heuvels op.

## Maren
Enkele maren zijn:
- Dreiser Weiher
- Gemündener Maar
- Meerfelder Maar
- Weinfelder Maar